# Незаконное производство аборта в уголовном праве России
Незаконное производство аборта в уголовном праве России — деяние, являющееся преступным согласно статье 123 Уголовного кодекса РФ. Уголовная ответственность устанавливается за производство искусственного прерывания беременности (аборта) с согласия беременной женщины лицом, не имеющим высшего медицинского образования соответствующего профиля (гинеколог, хирург-гинеколог, акушер-гинеколог).

## Состав преступления

### Объект преступления
Основным непосредственным объектом данного преступления является жизнь и здоровье беременной женщины. В качестве объекта также могут рассматриваться общественные отношения, связанные с обеспечением законного порядка осуществления прерывания беременности.

### Объективная сторона преступления
Объективная сторона состава, предусмотренного ст. 123 УК РФ, включает в себя осуществление искусственного прерывания беременности. Способ прерывания беременности, в частности, его опасность для здоровья или отсутствие таковой, не имеют уголовно-правового значения. Квалификация прерывания беременности по ст. 123 УК РФ возможна, лишь если оно осуществляется с добровольного согласия потерпевшей; в противном случае деяние квалифицируется как причинение тяжкого вреда здоровью (ст. 111, 118 УК РФ).
Не имеет значения, имеются ли медицинские и социальные показания для прерывания беременности, а также соблюдение сроков, в течение которых, согласно законодательству об охране здоровья граждан РФ, возможно прерывание беременности. Искусственное прерывание беременности возможно в любой момент до начала физиологических родов.
Основной состав данного преступления является материальным, деяние окончено с момента фактического прерывания беременности потерпевшей. Необходимо установление причинной связи между деянием виновного и прерыванием беременности.

### Субъект преступления
Субъектом преступления является физическое вменяемое лицо, достигшее 16-летнего возраста, не имеющее высшего медицинского образования соответствующего профиля (врач — гинеколог, хирург-гинеколог, акушер-гинеколог). Такими лицами могут являться как лица вообще не имеющие медицинского образования, так и врачи иных специальностей, а также средний медицинский персонал, даже имеющий среднее медицинское образование соответствующего профиля.

### Субъективная сторона преступления
Субъективная сторона характеризуется виной в форме прямого умысла.

## Квалифицирующие признаки
Квалифицированный состав данного деяния предусмотрен частью 3 ст. 123 УК РФ. Он включает в себя наступившие по неосторожности последствия в виде смерти потерпевшей либо причинения тяжкого вреда её здоровью. Данное деяние относится к числу преступлений с двойной формой вины.

## Квалификация и отграничение от других составов преступлений
Невозможна квалификация по данной статье прерывания беременности, совершённого врачом, имеющим высшее медицинское образование соответствующего профиля, даже если оно совершается с нарушением установленных правил осуществления такого рода медицинских манипуляций (на дому, в антисанитарных условиях, с использованием не допущенных к использованию в медицине методик и т.д.). Причинение вреда здоровью потерпевшей в таком случае требует самостоятельной квалификации.

## Санкция
Санкция части 1 ст. 123 УК РФ носит альтернативный характер и предусматривает назначение следующих наказаний: штраф в размере до 80 тысяч рублей или в размере заработной платы или иного дохода осужденного за период до 6 месяцев, либо обязательные работы на срок до 480 часов, либо исправительные работы на срок до 2 лет.
Санкция части 3 ст. 123 УК РФ носит альтернативный и кумулятивный характер и предусматривает назначение следующих наказаний: принудительные работы на срок до 5 лет с лишением права занимать определенные должности или заниматься определенной деятельностью на срок до 3 лет или без такового либо лишение свободы на срок до 5 лет с лишением права занимать определенные должности или заниматься определенной деятельностью на срок до 3 лет или без такового.